# Музей современного искусства Тренто и Роверето
Музей современного искусства Тренто и Роверето (итал. Museo d'arte moderna e contemporanea di Trento e Rovereto, сокр. MART) — музей в Роверето, провинция Тренто, Италия, посвящённый современному искусству.
Главный офис музея находится в городе Роверето, музейная экспозиция расположена с 19 октября 2013 года в Гражданской галерее в городе Тренто. В музее находится также исследовательский центр Archivio del '900 и ему же с 1989 года принадлежит Дом искусства футуристов Деперо (был открыт в 1959 году).

## История и деятельность

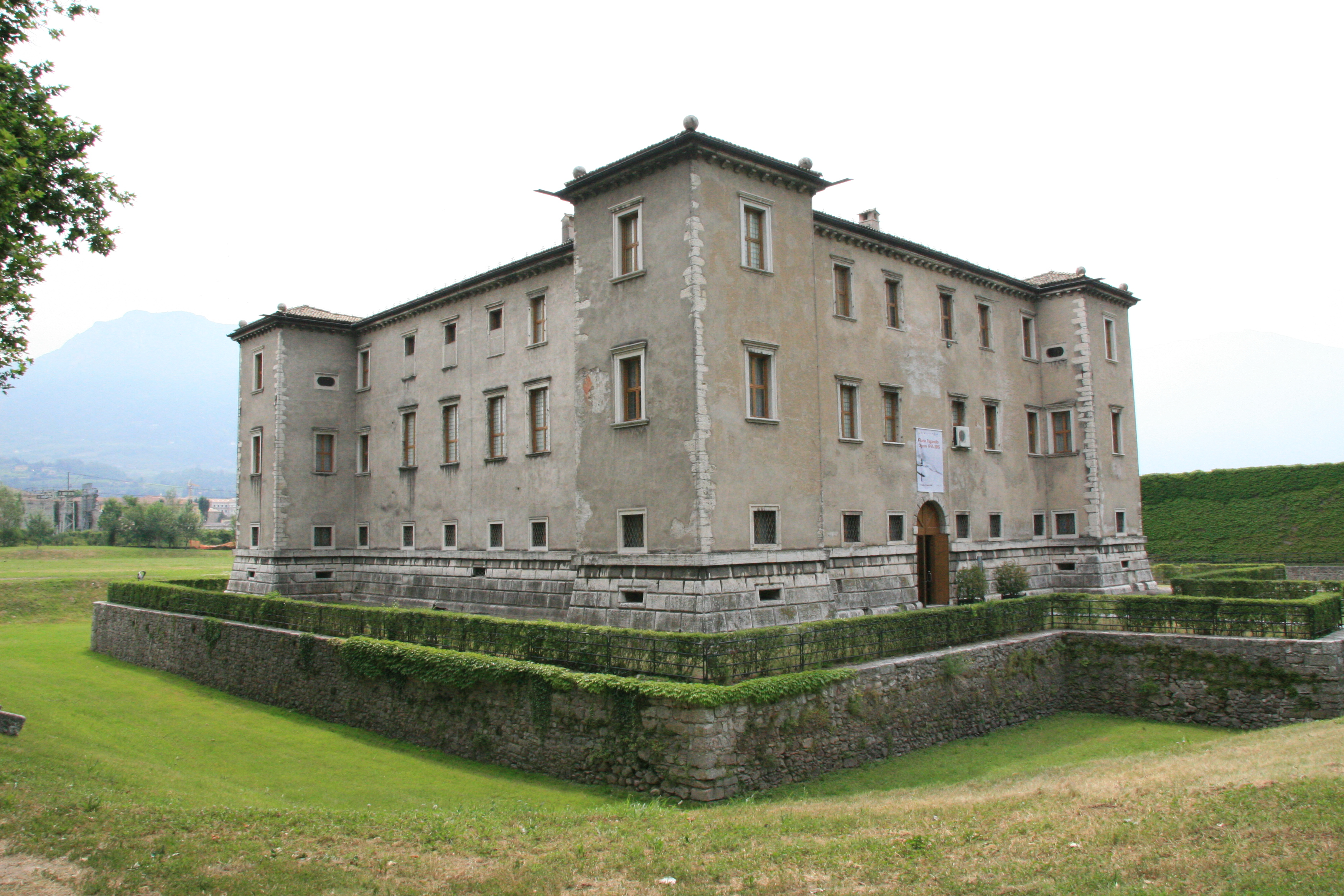
Палаццо делле Альбере

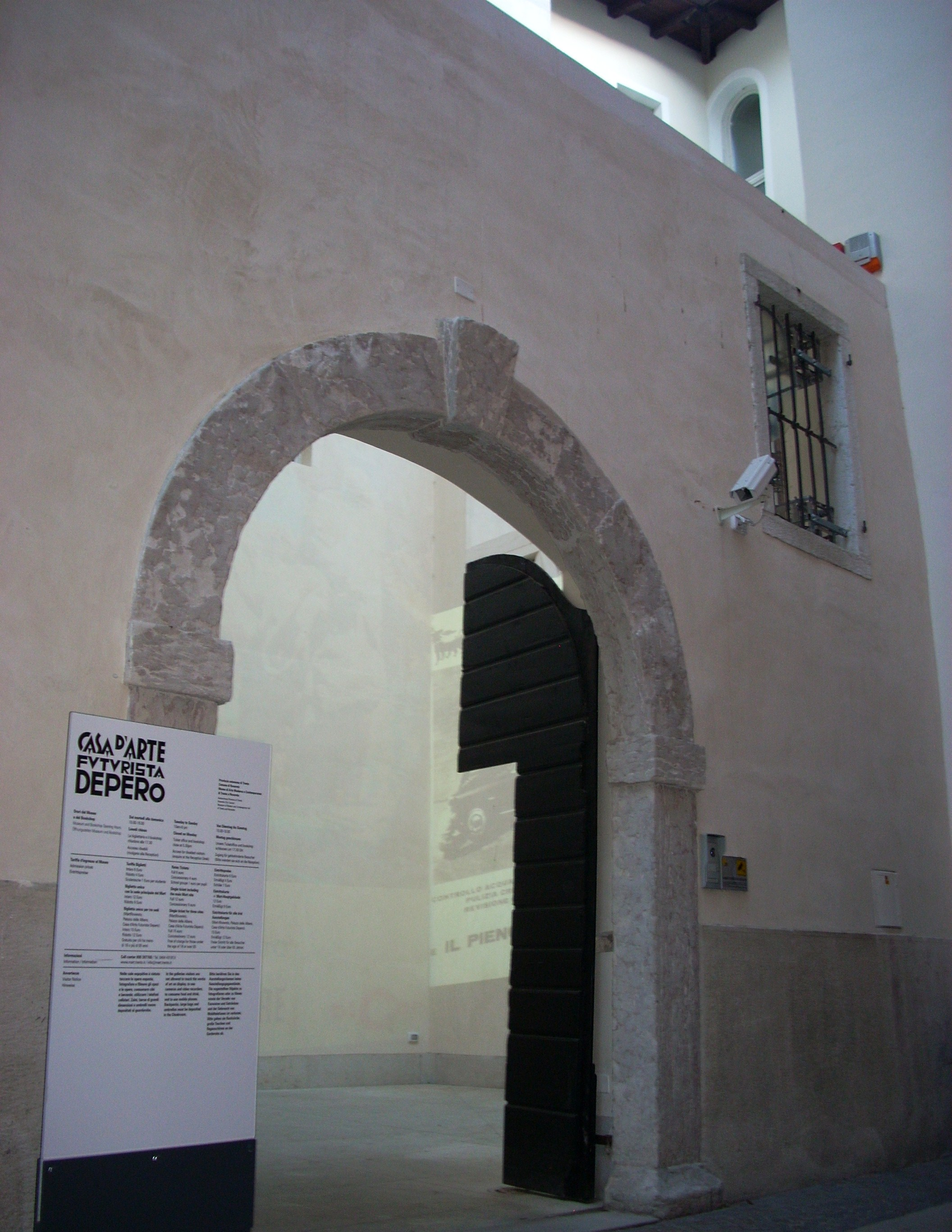
Дом искусства футуристов Деперо

Музей был образован в 1987 году как автономное образование в провинции Тренто. До 2002 года его штаб-квартирой было Палаццо делле Альбере в Тренто. Идея расширения музея для включения в него коллекции Museo Provinciale d’Arte di Trento и собрания произведений знаменитого представителя футуриста Фортунато Деперо возникла в конце 1980-х годов и принадлежит итальянскому историку искусства, тогдашнему директору музея — Габриэлле Белли. 15 декабря 2002 года Музей современного искусства Тренто и Роверето открылся для широкой публики с новой штаб-квартирой в Роверето.
Проектированием нового музейного здания было поручено швейцарскому архитектору Марио Ботте, который разработал его вместе с инженером-строителем Джулио Андреолли (Giulio Andreolli). Здание в классических формах было построено на участке земли между двумя историческими зданиями города — Palazzo Alberti Poja и Palazzo Annona, которые необходимо было сохранить. Центральный зал круглой формы в стиле агоры имеет застеклённый купол диаметром 40 метров. В центре под куполом находится фонтан. Зал может принять до 1200 посетителей.

### Директоры

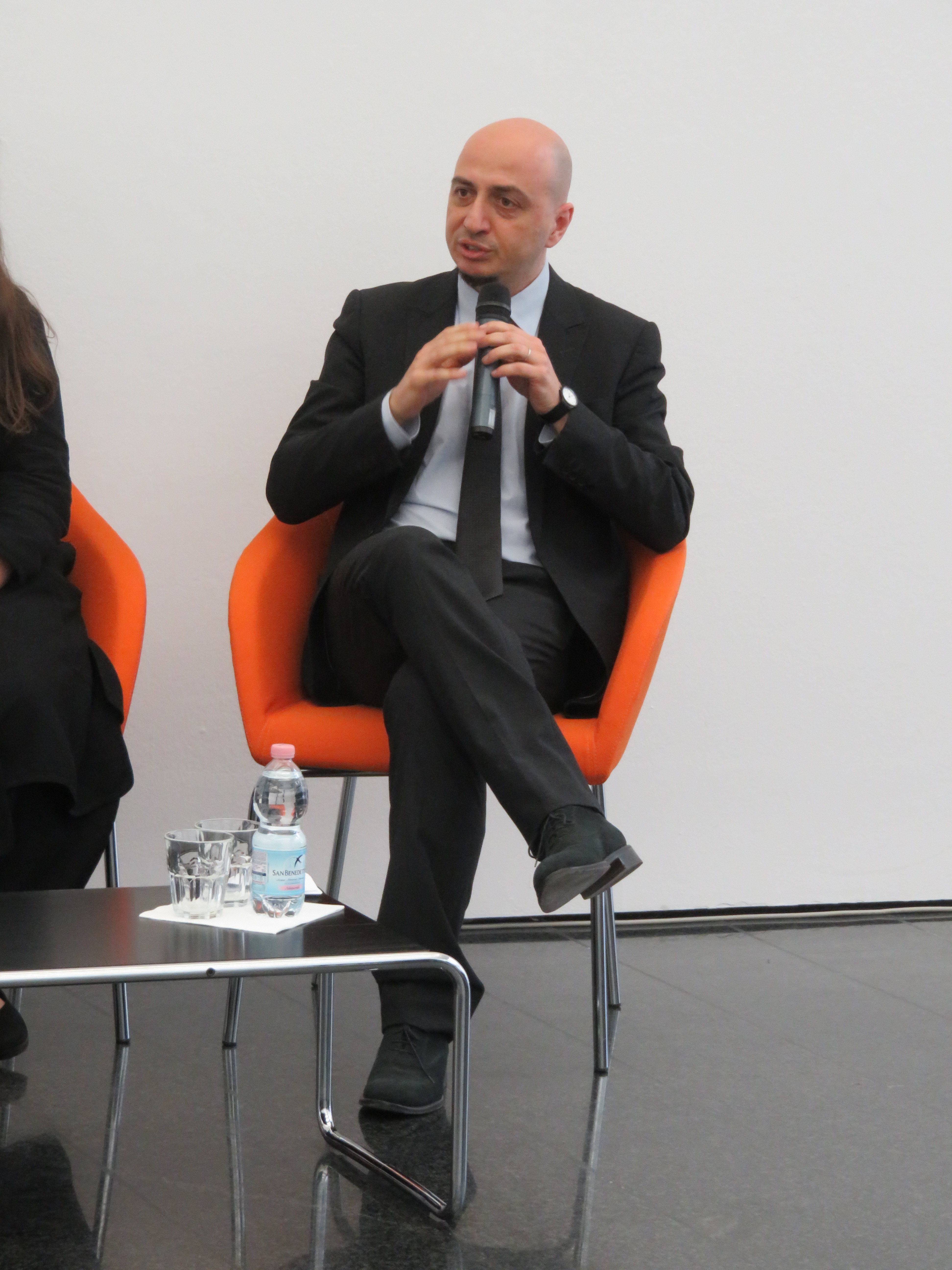
Джанфранко Мараньелло, 2017 год

- 1989−2011 годы — Габриэлла Белли[итал.],
- 2012−2015 годы — Кристиана Коллу[итал.],
- с 2015 года — Джанфранко Мараньелло[итал.].

## Коллекция
Постоянная коллекция музея содержит более 15 000 произведений искусства, в том числе картины, рисунки, гравюры и скульптуры. Здесь имеются работы Джорджо де Кирико,Антонио Ротта, Карло Карры, Марио Сирони, Фортунато Деперо и многих других художников.
Музей современного искусства Тренто и Роверето проводит на своей площадке выставки: с 2002 по 2014 год их было более 120. Также участвует в выставках в Италии и за рубежом.

Некоторые работы
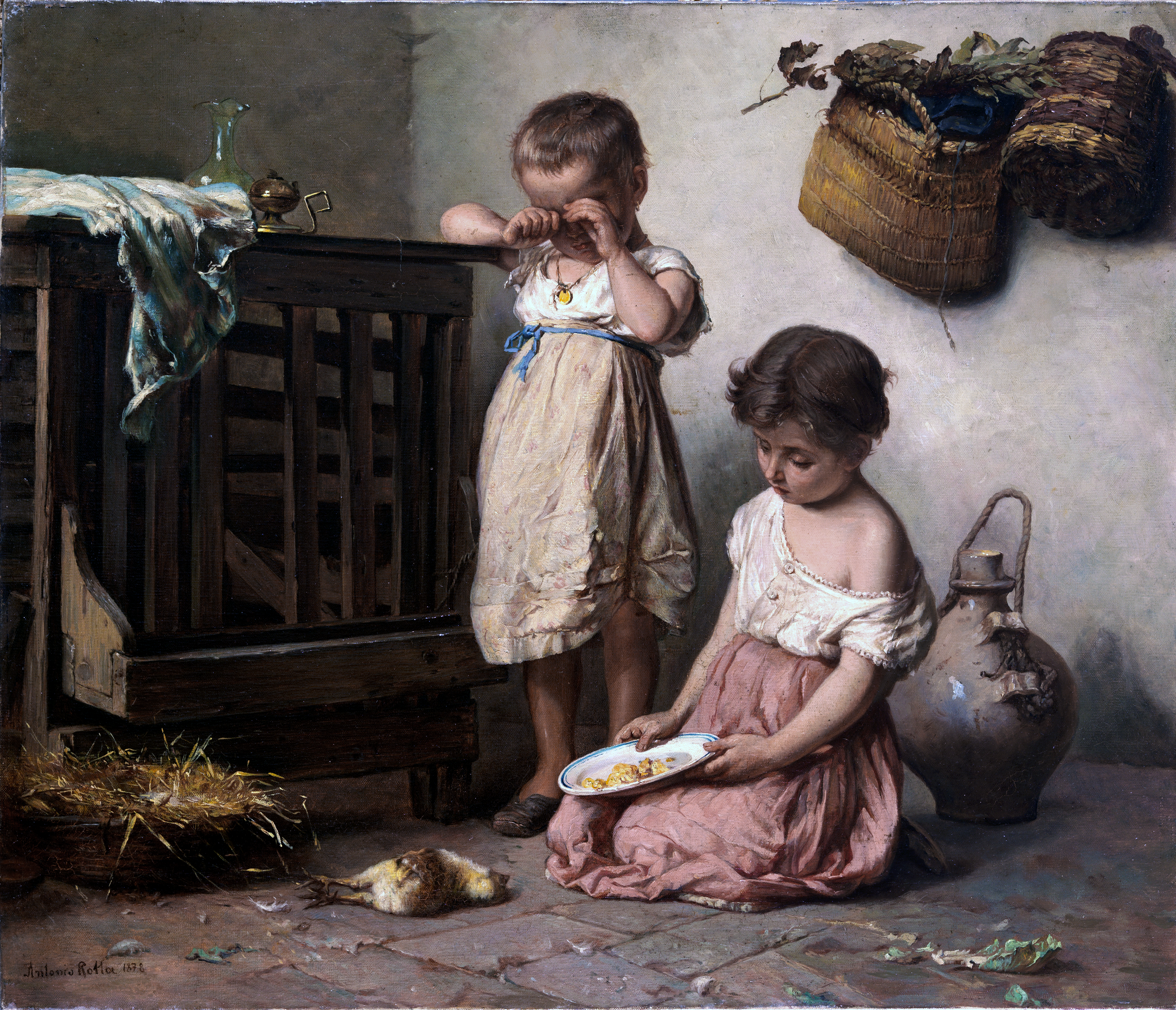
Антонио Ротта − La morte del Pulcino
Адриана Фаббри − Ritratto
Алчиде Кампестрини − Ritratto della madre
Алчиде Кампестрини − Ritratto di Andrea Malfatti